# Antonov An-2
Antonov An-2  (Cod NATO: „Colt”), poreclit în limba rusă: Annușka (Аннушка), kukuruznik (кукуру́зник = câmp de porumb), sau Dîrdolet (Дырдолет). Este un avion biplan de producție sovietică, folosit în special ca avion utilitar în agricultură  pentru împrăștiat îngrășăminte agricole sau pesticide de la mică înălțime și pentru a lansa parașutiști sportivi. Este urmașul avionului Polikarpov Po-2. Este considerat cel mai mare avion biplan cu un motor.

## Descriere
Este un biplan ușor, monomotor, foarte rezistent și longeviv (mai este în serviciu). A zburat pentru prima dată în 31 august 1947 și a fost primul avion proiectat de biroul Antonov. Se spune că Antonov ar fi folosit drept model avionul românesc IAR 39. Este folosit pentru transportul de pasageri, putând transporta 12 persoane, pentru parașutism și pentru lucrări agricole.
Este un avion cu decolare și aterizare scurtă (engleză Short Take-Off & Landing STOL) și poate zbura cu viteze foarte mici, ca urmare poate opera de pe terenuri neamenajate, iar unele versiuni au fost adaptate pentru condiții climatice extreme, în special pentru regiuni reci.
A fost produs între anii 1947 - 1992, deținând recordul Guiness pentru cea mai lungă durată de fabricație a unui avion. S-au construit cca. 18 000 de exemplare, la un preț pe bucată de cca. 30 000 USD.

## Caracteristici tehnice
Caracteristici
- tip: avion biplan
- propulsie: elice
- echipaj: 1-2
- pasageri: 12

Dimensiuni
- anvergura aripii superioare: 18,2 m
- anvergura aripii inferioare: 14,2 m
- lungime: 12,4 m
- înălțime: 4,1 m
- suprafață portantă: 71,52 m²

Greutăți (mase)
- greutate gol: 3300 kg
- greutate totală: 5500 kg
- sarcină utilă: 2140 kg

Motorizare
- motor: Șvețov AȘ-62R, în stea cu 9 cilindri, supraalimentat
- putere motor: 1000 CP (750 kW)
- putere specifică: 140 W/kg
- capacitate rezervor: 1200 l
- elici: 1

Performanțe
- viteză maximă: 258 km/h
- viteză de croazieră: 190 km/h
- viteză de angajare (minimă): cca. 50 km/h
- rază operațională: 845 km
- plafon: 4500 m
- viteză ascensională: 3,5 m/s
- consum de combustibil: cca. 185 - 200 l/h

## Accidente
La 3 iulie 2008 un avion de tip An-2 care executa lucrări de ierbicidare s-a prăbușit la Ștefănești, Ilfov. Echipajul nu a fost rănit. După prăbușire aparatul a luat foc și a ars complet. După comportarea avionului înainte de aterizare echipajul presupune că avionul s-a prăbușit datorită unei pene la sistemul de alimentare. Aparatul aparținea SC Eurojet SA.
La 5 iulie 2010 un aparat An-2 al Forțelor Aeriene Române s-a prăbușit în timpul manevrelor de decolare de pe Aerodromul Tuzla, luând apoi foc. Avionul efectua un zbor de antrenament pentru parașutare. În accident și-au pierdut viața 12 militari printre care și cei doi piloți. Există 2 supraviețuitori care au suferit arsuri grave. Armata Română a retras avioanele An-2 din uz după acest accident.
La 17 mai 2024 pe Aerodromul Spătaru din Buzău a avut loc un accident fără victime a unui avion An-2, care a capotat la aterizare. Avionul, aparținând Aeroclubului României, era utilizat pentru zboruri de antrenament ale parașutiștilor, după ce fusese scos din uz din 2010 la Ministerul Apărării Naționale, după accidentul de la Tuzla.